# Глейки
Глейки́ — небольшой посёлок в восточном Крыму, расположен на берегу Керченского пролива возле мыса Фонарь. В административном отношении посёлок утратил статус отдельного населённого пункта и в настоящее время является северо-восточной окраиной города Керчи.

## Этимология
По рассказам местных жителей название Глейки произошло от глинистого (глей, глейок) берега, на котором расположен посёлок.

## История
Местность, где расположен посёлок Глейки, была освоена человеком ещё в Бронзовом веке — в районе мыса Фонарь археологи обнаружили следы поселений, относящихся к той эпохе.
Деревня Глыйки отмечалась в 1897 году, на верстовой карте Крыма 1896 года в селении Глейки обозначено 8 дворов с русским населением. Подмаяк на Глейках упоминается в «Памятной книжке Керчь-Еникальского градоначальства на 1913 год».
После установления в Крыму Советской власти, по постановлению Крымревкома, 25 декабря 1920 года из Феодосийского уезда был выделен Керченский (степной) уезд, Керчь-Еникальское градоначальство упразднили, Постановлением ревкома № 206 «Об изменении административных границ» от 8 января 1921 года была упразднена волостная система и в составе Керченского уезда был создан Керченский район в который вошло село (в 1922 году уезды получили название округов).
11 октября 1923 года, согласно постановлению ВЦИК, в административное деление Крымской АССР были внесены изменения, в результате которых округа были отменены и основной административной единицей стал Керченский район. Согласно Списку населённых пунктов Крымской АССР по Всесоюзной переписи 17 декабря 1926 года, в селе Глейки, Еникальского сельсовета Керченского района, числилось 59 дворов, из них 58 крестьянских, население составляло 222 человека, из них 220 русских и 2 украинца. Постановлением ВЦИК «О реорганизации сети районов Крымской АССР» от 30 октября 1930 года (по другим сведениям 15 сентября 1931 года) Керченский район упразднили и село включили в состав Ленинского, а, с образованием в 1935 году Маяк-Салынского района (переименованного 14 декабря 1944 года в Приморский) — в состав нового района. На подробной карте РККА Керченского полуострова 1941 года в Глейках обозначено 48 дворов.
В дальнейшем в доступных исторических документах не встречается.
В годы Великой Отечественной войны в районе посёлка происходили бои между советскими войсками и гитлеровской Германией. Побережье у мыса Фонарь стало плацдармом Керченско-Эльтигенской десантной операции. В окрестностях Глейков возведено несколько монументов, хранящих память о прошедших боях и погибших воинах.

## Современность
Население Глейков проживает в частных домах. В постсоветские годы посёлок пришёл в упадок, чему способствовали удалённость от города, отсутствие рабочих мест, водо- и газоснабжения.
В конце 1990-х годов крутые склоны холмов, возвышающихся над Глейками, создали угрозу оползня, и в целях безопасности несколько домов на восточной окраине посёлка были расселены.

### Социальная сфера
До 2011 года у посёлка работала общеобразовательная школа № 21 имени генерала И.Е. Петрова. Силами учеников и местных жителей в школе организован краеведческий музей у истоков которого стояли бывший учитель, историк и литератор-пушкинист Тарбаев Василий Семёнович, бывший директор школы Катанцев Николай Константинович и Бабичева Евдокия Сергеевна.
В число экспонатов музея, рассказывающих о боевой славе края в годы Великой Отечественной войны, входит 45-мм противотанковая пушка, поднятая со дна Керченского пролива.
Из-за финансовых трудностей и недостаточного количества учеников работа школы была приостановлена, учащиеся переведены в соседние школы.
В начале 2000-х годов в Глейках открыта православная церковь Казанской иконы Божией Матери. Здание церкви переделано из бывшего продуктового магазина.

### Транспорт
- Посёлок Глейки связан с Керчью рейсами маршрутного такси (маршрут № 18 от автовокзала Керчи)

### Достопримечательности
- Мыс Фонарь — мыс с живописными скалистыми берегами на входе в Керченский пролив из Азовского моря
- Еникальский маяк — действующий маяк, построен на возвышенной части мыса Фонарь
- Памятники Великой Отечественной войны:
  - Обелиск воинам, павшим в боях за Керчь. Установлен неподалёку от Еникальского маяка
  - «Красное Знамя» — памятник выполнен в виде развевающегося на вершине холма красного флага и является символом реального события — в ходе боёв за Керчь нескольким советским солдатам удалось пробраться на этот холм и закрепить на его вершине красный флаг

## Интересные факты
В Глейках и соседних посёлках Жуковка и Подмаячный происходили съёмки фильма «Полное дыхание» (2007 год)